# Alexander Conti
Alexander Biagio Contini (Brantford,1 september 1993) is een Canadese acteur. Hij is bezig in de film- en televisiewereld sinds hij 6 jaar oud was.

## Biografie

### Jeugd
Contini werd geboren in Brantford, Ontario, Canada. Hij is van Italiaanse en Braziliaanse afkomst en hij is de jongste van 4 kinderen. Zijn oudere broers Adam Conti en Jordan Conti zijn ook acteurs, en zijn zus Brittany streeft ook naar eenzelfde carrière. 
Hij heeft in reclames en televisieseries gespeeld, maar hij heeft ook stemmen voor animatieseries ingesproken en bij de radio gewerkt. Hij acteerde echter voor het eerst écht in de Showtime Network serie Street Time, waarin hij regelmatig voorkwam. 

### Recent
De meest recente films waarin hij voorkomt zijn The Pacifier, Cheaper By The Dozen 2, en Case 39.
- Gemeinsame Normdatei: 116667974
- Virtual International Authority File: 10603169
- WorldCat: E39PBJgmKDw9xkkPkF34kktR8C